# Scopula pirimacula
Scopula pirimacula là một loài bướm đêm trong họ Geometridae.